# 9 de agosto nos Jogos Olímpicos de Verão de 2016
9 de agosto de 2016 nos Jogos Olímpicos de Verão de 2016 foi o sétimo dia de competições.

## Esportes
| - Basquetebol - Boxe - Canoagem - Esgrima - Futebol - Ginástica - Halterofilismo - Handebol | - Hipismo - Hóquei sobre a grama - Judô - Natação - Polo aquático - Remo - Rugby sevens - Saltos ornamentais | - Tênis - Tênis de mesa - Tiro - Tiro com arco - Vela - Voleibol - Voleibol de praia |

## Campeões do dia
| Evento                                                              | Ouro | Prata | Bronze |
| ------------------------------------------------------------------- | --- | --- | --- |
| Tiro - Carabina de ar 10 m masculino                                | Niccolò Campriani ITA Itália | Serhiy Kulish UKR Ucrânia | Vladimir Maslennikov RUS Rússia                                                                                              |
| Hipismo – CCE equipes                                               | FRA França Karim Laghouag - Entebbe Thibaut Vallette - Qing du Briot Mathieu Lemoine - Bart L Astier Nicolas - Piaf De B'Neville | GER Alemanha Julia Krajewski - Samourai du Thot Sandra Auffarth - Opgun Louvo Ingrid Klimke - Hale-Bob Old Michael Jung - Sam FBW | AUS Austrália Shane Rose - CP Qualified Stuart Tinney - Pluto Mio Sam Griffiths - Paulank Brockagh Chris Burton - Santano II |
| Hipismo – CCE individual                                            | Michael Jung - Sam FBW GER Alemanha                                                                                              | Astier Nicolas - Piaf De B'Neville FRA França                                                                                     | Phillip Dutton - Mighty Nice USA Estados Unidos                                                                              |
| Canoagem – Slalom C-1 masculino                                     | Denis Gargaud Chanut FRA França                                                                                                  | Matej Benus SVK Eslováquia | Takuya Haneda JPN Japão |
| Halterofilismo - Até 56 kg feminino detalhes                        | Wei Deng CHN China | Hyo Sim Choe PRK Coreia do Norte                                                                                                  | Karina Goricheva KAZ Cazaquistão                                                                                             |
| Tiro - Pistola 25 m feminino                                        | Anna Korakaki GRE Grécia | Monika Karsch GER Alemanha | Heidi Diethelm Gerber SUI Suíça                                                                                              |
| Saltos ornamentais - Plataforma 10 m sincronizado feminino detalhes | Ruolin Chen Huixia Liu CHN China                                                                                                 | Jun Hoong Cheong Pandelela Rinong MAS Malásia                                                                                     | Meaghan Benfeito Roseline Filion CAN Canadá                                                                                  |
| Ginástica artística - Equipes femininas detalhes                    | Simone Biles Gabrielle Douglas Lauren Hernandez Madison Kocian Alexandra Raisman USA Estados Unidos                              | Angelina Melnikova Aliya Mustafina Maria Paseka Daria Spiridonova Seda Tutkhalian RUS Rússia                                      | Fan Yilin Mao Yi Shang Chunsong Tan Jiaxin Wang Yan CHN China                                                                |
| Judô - Até 63 kg feminino detalhes                                  | Tina Trstenjak SLO Eslovênia | Clarisse Agbegnenou FRA França | Yarden Gerbi ISR Israel Anicka Van Emden NED Países Baixos                                                                   |
| Judô - Até 81 kg masculino detalhes                                 | Khasan Khalmurzaev RUS Rússia | Travis Stevens USA Estados Unidos                                                                                                 | Sergiu Toma UAE Emirados Árabes Unidos Takanori Nagase JPN Japão                                                             |
| Esgrima - Espada individual masculino detalhes                      | Sangyoung Park KOR Coreia do Sul                                                                                                 | Geza Imre HUN Hungria | Gauthier Grumier FRA França                                                                                                  |
| Halterofilismo - Até 69 kg masculino detalhes                       | Zhiyong Shi CHN China | Daniyar Ismayilov TUR Turquia | Izzat Artykov KGZ Quirguistão                                                                                                |
| Natação - 200 m livre feminino detalhes                             | Katie Ledecky USA Estados Unidos                                                                                                 | Sarah Sjöström SWE Suécia | Emma McKeon AUS Austrália |
| Natação - 200 m borboleta masculino detalhes                        | Michael Phelps USA Estados Unidos                                                                                                | Masato Sakai JPN Japão | Tamás Kenderesi HUN Hungria                                                                                                  |
| Natação - 200 m medley feminino detalhes                            | Katinka Hosszú HUN Hungria | Siobhan-Marie O'Connor GBR Grã-Bretanha                                                                                           | Maya DiRado USA Estados Unidos                                                                                               |
| Natação - Revezamento 4x200 m livre masculino detalhes              | Conor Dwyer Townley Haas Ryan Lochte Michael Phelps Clark Smith Jack Conger Gunnar Bentz USA Estados Unidos                      | Stephen Milne Duncan Scott Daniel Wallace James Guy Robbie Renwick GBR Grã-Bretanha                                               | Kosuke Hagino Naito Ehara Yuki Kobori Takeshi Matsuda JPN Japão                                                              |